# Giuseppe Palazzotto Tagliavia
Giuseppe Palazzotto Tagliavia (Castelvetrano, 1583 – prima del 1653) è stato un compositore e religioso italiano.

## Biografia
Fu un compositore molto prolifico che spaziò dalla musica sacra a quella profana. Viaggiò nel Regno di Napoli  e di Siciliasoggiornando per ampi periodi a Palermo, Messina e Napoli.

## Composizioni
- Primo libro de' mottetti ad una, due, e tre voci, con uno a quattro variato nel fine, Palermo. 1616
- Madrigali a cinque voci - libro primo, Napoli, 1617
- Madrigali a cinque voci - libro secondo, Napoli. 1620
- Canzoni da sonare a quattro voci
- Concerti musicali a due, tre e quattro voci
- Sacre canzoni musicali a due, tre, quattro e cinque voci, Messina, 1631
- Madrigali concertati a tre voci - libro terzo opera 9
- Messe brevi concertate a otto voci - opera decima